# Tabanus flaviscutellus
Tabanus flaviscutellus är en tvåvingeart som beskrevs av Philip 1962. Tabanus flaviscutellus ingår i släktet Tabanus och familjen bromsar. Inga underarter finns listade i Catalogue of Life.